# Folketingswahl 1987
- P: 4
- F: 27
- A: 54
- B: 11
- M: 9
- Sonst.: 4
- Q: 4
- V: 19
- C: 38
- Z: 9

Die Folketingswahl 1987 am 8. September war die 60. Wahl zum dänischen Parlament, dem Folketing. Ausgeschrieben wurde die Wahl am 18. August. Die Partei des Ministerpräsidenten Poul Schlüter, Det Konservative Folkeparti, und die liberale Venstre verloren ebenso wie die Sozialdemokraten leicht an Stimmen, konnten ihre Regierung aber fortsetzen. Dem Kabinett Schlüter II gehörten erneut auch Minister der Centrum-Demokraterne und der Kristeligt Folkeparti an.
Der linkspopulistischen Partei Fælles Kurs gelang es in ihrer ersten Wahl bereits, über die Sperrklausel zu schreiten. Die Socialistisk Folkeparti erreichte mit erneuten Stimmenzuwächsen 27 Mandate, was nicht nur Spitzenwert in ihrer Parteigeschichte war, sondern sie nun auch zur drittstärksten Fraktion im Folketing machte.

## Wahlmodus
Wahlberechtigt zur Folketingswahl waren alle dänischen Staatsbürger, die das 18. Lebensjahr vollendet hatten und einen Wohnsitz in Dänemark besaßen. Jeweils zwei Mandate wurden auf den Färöern und auf Grönland vergeben, 175 Mandate wurden im übrigen Dänemark in einer Verhältniswahl vergeben. Dabei wurden zunächst 135 so genannte Wahlkreismandate (kredsmandater) auf die 17 Groß- und Amtskreise (stor- og amtskredse) aufgetrennt und dort nach dem regionalen Stimmverhältnis verteilt. Anschließend wurden landesweit nochmals weitere 40 Ausgleichsmandate (tillægsmandater) ausgegeben, um den Stimmverhältnissen möglichst nahe zu kommen. Für diese Mandatsverteilung galt eine Zwei-Prozent-Hürde, die allerdings mit einem Wahlkreismandat umgangen werden konnte.

## Ergebnisse

### Dänemark
| Partei                                                        | Liste              | Stimmen   | Prozent   | ± %       | Sitze     | ± Sitze   |
| ------------------------------------------------------------- | ------------------ | --------- | --------- | --------- | --------- | --------- |
| Socialdemokratiet Sozialdemokraten                            | A                  | 985.906   | 29,3 %    | −2,3      | 54        | ▼ 2       |
| Det Konservative Folkeparti Konservative                      | C                  | 700.886   | 20,8 %    | −2,6      | 38        | ▼ 4       |
| Socialistisk Folkeparti Sozialistische Volkspartei            | F                  | 490.176   | 14,6 %    | +3,1      | 27        | ▲ 6       |
| Venstre, Danmarks Liberale Parti Liberale Partei              | V                  | 354.291   | 10,5 %    | −1,6      | 19        | ▼ 3       |
| Det Radikale Venstre Sozialliberale                           | B                  | 209.086   | 06,2 %    | +0,7      | 11        | ▲ 1       |
| Centrum-Demokraterne Zentrumsdemokraten                       | M                  | 161.070   | 04,8 %    | +0,2      | 09        | ▲ 1       |
| Fremskridtspartiet Fortschrittspartei                         | Z                  | 160.461   | 04,8 %    | +1,2      | 09        | ▲ 3       |
| Kristeligt Folkeparti Christliche Volkspartei                 | Q                  | 079.664   | 02,4 %    | −0,3      | 04        | ▼ 1       |
| Fælles Kurs Gemeinsamer Kurs                                  | P                  | 072.631   | 02,2 %    | neu       | 04        | ▲ 4       |
| Venstresocialisterne Linkssozialisten                         | Y                  | 046.141   | 01,4 %    | −1,3      | 0         | ▼ 5       |
| De Grønne Grüne                                               | G                  | 045.076   | 01,3 %    | neu       | 0         | –         |
| Danmarks Kommunistiske Parti Kommunistische Partei            | K                  | 028.974   | 00,9 %    | +0,2      | 0         | –         |
| Danmarks Retsforbund Gerechtigkeitsbund                       | E                  | 016.359   | 00,5 %    | −1,0      | 0         | –         |
| Det Humanistiske Parti Humanistische Partei                   | H                  | 005.675   | 00,2 %    | neu       | 0         | –         |
| Socialistisk Arbejderparti Sozialistische Arbeitspartei       | I                  | 001.808   | 00,0 %    | −0,1      | 0         | –         |
| Marxistisk-Leninistisk Parti Marxistisch-Leninistische Partei | L                  | 000.987   | 00,0 %    | +0,0      | 0         | –         |
| Parteilose                                                    | Parteilose         | 003.366   | 00,1 %    | +0,1      | 0         | –         |
|                                                               |                    |           |           |           |           |           |
| Wahlberechtigte                                               | Wahlberechtigte    | 3.907.454 | 3.907.454 | 3.907.454 | 3.907.454 | 3.907.454 |
| Abgegebene Stimmen                                            | Abgegebene Stimmen | 3.389.201 | 3.389.201 | 3.389.201 | 3.389.201 | 3.389.201 |
| Gültige Stimmen                                               | Gültige Stimmen    | 3.362.557 | 3.362.557 | 3.362.557 | 3.362.557 | 3.362.557 |
| Wahlbeteiligung                                               | Wahlbeteiligung    | 86,7 %    | 86,7 %    | 86,7 %    | 86,7 %    | 86,7 %    |

### Färöer
| Partei                                       | Stimmen | Prozent | ± %    | Sitze  | ± Sitze |
| -------------------------------------------- | ------- | ------- | ------ | ------ | ------- |
| Fólkaflokkurin Volkspartei                   | 6.411   | 28,8 %  | +3,7   | 1      | ▬ 0     |
| Javnaðarflokkurin Sozialdemokraten           | 5.486   | 24,7 %  | +1,2   | 1      | ▲ 1     |
| Sambandsflokkurin Unionisten                 | 5.345   | 24,0 %  | −1,9   | 0      | ▼ 1     |
| Tjóðveldisflokkurin Republikaner             | 3.478   | 15,7 %  | −4,2   | 0      | –       |
| Sjálvstýrisflokkurin Selbstverwaltungspartei | 1.070   | 04,8 %  | −0,8   | 0      | –       |
| Progrespartiet Fortschrittspartei            | 0.438   | 02,0 %  | neu    | 0      | –       |
|                                              |         |         |        |        |         |
| Wahlberechtigte                              | 32.484  | 32.484  | 32.484 | 32.484 | 32.484  |
| Abgegebene Stimmen                           | 22.385  | 22.385  | 22.385 | 22.385 | 22.385  |
| Gültige Stimmen                              | 22.228  | 22.228  | 22.228 | 22.228 | 22.228  |
| Wahlbeteiligung                              | 68,9 %  | 68,9 %  | 68,9 % | 68,9 % | 68,9 %  |

### Grönland
| Partei                                   | Stimmen | Prozent | ± %    | Sitze  | ± Sitze |
| ---------------------------------------- | ------- | ------- | ------ | ------ | ------- |
| Siumut Vorwärts                          | 6.944   | 43,3 %  | +0,5   | 1      | ▬ 0     |
| Atassut Gemeinsinn                       | 6.624   | 41,3 %  | −2,2   | 1      | ▬ 0     |
| Inuit Ataqatigiit Gemeinschaft der Inuit | 2.001   | 12,5 %  | −1,2   | 0      | –       |
| Issittup Partiia Polar-Partei            | 0.474   | 03,0 %  | neu    | 0      | –       |
|                                          |         |         |        |        |         |
| Wahlberechtigte                          | 37.800  | 37.800  | 37.800 | 37.800 | 37.800  |
| Abgegebene Stimmen                       | 16.980  | 16.980  | 16.980 | 16.980 | 16.980  |
| Gültige Stimmen                          | 16.046  | 16.046  | 16.046 | 16.046 | 16.046  |
| Wahlbeteiligung                          | 44,9 %  | 44,9 %  | 44,9 % | 44,9 % | 44,9 %  |